# Amula
Amula – wieś w Estonii, w prowincji Virumaa Wschodnia, w gminie Kohtla.